# 警務處處長
警務處處長 俗稱「一哥」或「一姐」，是香港警察職級中最高階憲委級職級，相當於首長級公務員薪級D8；位於警務處副處長之上，為香港警務處首長。於主權移交後，根據《基本法》規定，警務處處長為香港政府主要官員，由無外國居留權的中國國籍香港特別行政區永久性居民擔任，經行政長官提名并报请中華人民共和國國務院（中央人民政府）任命，若是需免除职务，则要由行政長官建议中央人民政府免除其职务，在《香港政府憲報》中公佈。
除非有特別原因令政府特別批准，否則警務處處長的退休年齡和一般警察一樣都是57歲。因此任期和其他香港政府主要官員不一樣。
警務處處長无法履行工作、缺勤、休假期間，由管理、行動、國安三位副處長順序署任警務處處長職務。

## 歷史
香港警察職級乃參考自英國警銜，英國警銜則參考自英國軍銜，一般分為將軍、校尉、士官以及兵的職級。警務處處長為上將職級。

## 徽章衣飾
警務處處長的襯衣為白色， 肩章為一枚雙杖嘉禾花、一枚市花及嘉禾及一枚軍星，領章為葉片紋，警帽有雙條銀色葉片邊飾，權杖一枝。

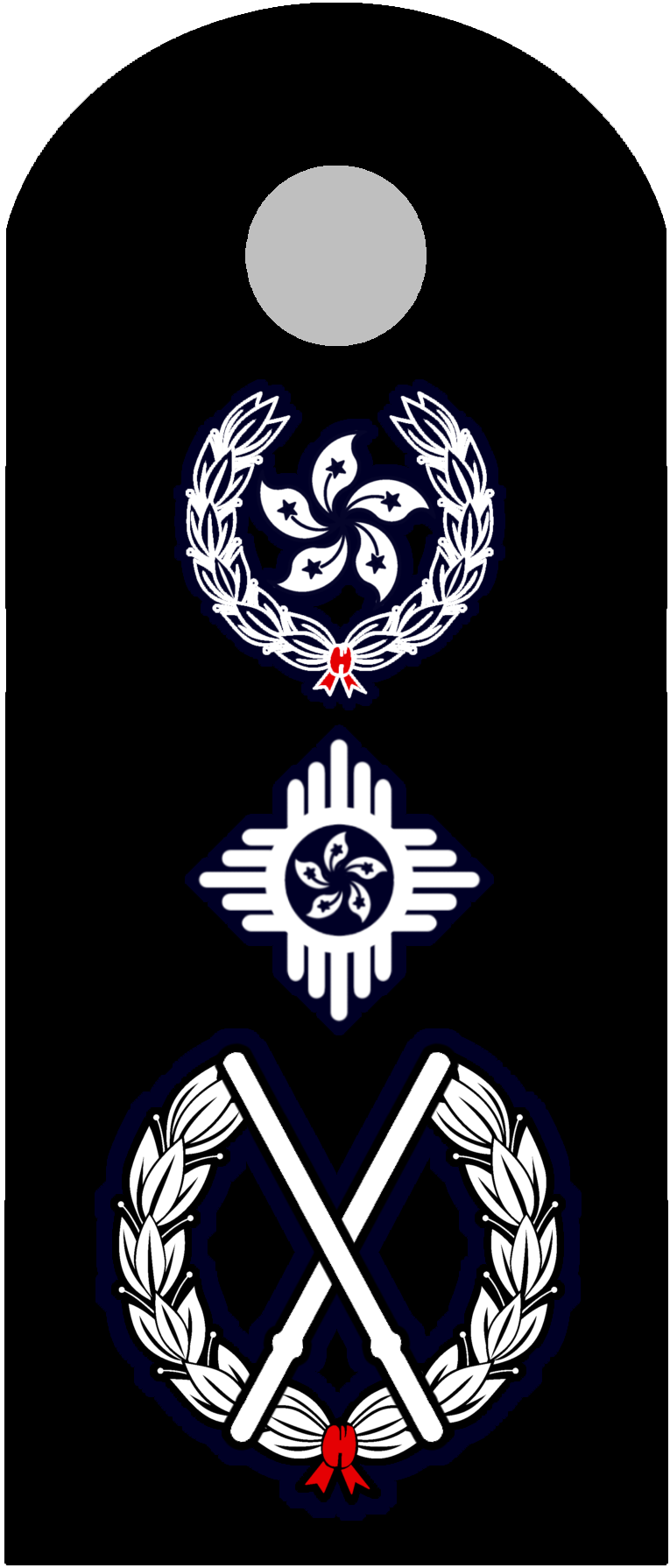
警務處處長肩章

## 歷任首長
因為早年香港政府負責翻譯的人選每次皆不同，警察首長之中文官方譯名亦時有不同。政府檔案中曾經出現的中文譯名包括總緝捕官、總差役和香港差頭等等；時至1909年，官方名稱首次定為香港巡警道，至1917年改稱為警察司，至1930年再改稱為警察總監。直至1935年，正式定為警務處處長，並且一直沿用至今。

### 英屬香港
總裁判司（Chief Magistrate）（兼任差頭、總差役、總緝捕官 Chief of Police）
- 威廉·堅（William Caine，1841年4月30日－1844年）
  - 希利（Captain Haly，署任，1844年2月）堅偉先後委任了希利和布思署任治安首長職位，惟二人的表現均欠理想。
- 布思（Captain Bruce，署任，1844年3月）

警察隊長（Captain Superintendent of Police）
- 查理士·梅理（Charles May，1844年－1862年）
- 昆賢（William Quinn）（1862年－1867年）曾經在印度孟買擔任警務。
- 田尼（Walter Meredith Deane，1867年－1892年）
- 哥頓（Alexander Herman Adam Gordon，1892年－1893年）
- 梅含理（Francis Henry May，1893年－1901年）
- 畢利（Francis Joseph Badeley）（1901年－1908年）

香港巡警道
- 畢利（Francis Joseph Badeley）（1909年－1913年）
- 馬斯德（Charles McIlvaine Messer）（1913年－1916年）

警察司
- 馬斯德（Charles McIlvaine Messer）（1917年－1918年）
- 胡樂甫（Edward Dudley Corscaden Wolfe）（1918年－1929年）

警察總監（Inspector General）
- 胡樂甫（Edward Dudley Corscaden Wolfe）（1930年－1932年）

公安局長
- 胡樂甫（Edward Dudley Corscaden Wolfe）（1933年－1934年）
- 經亨利（Thomas Henry King）（1934年，為首位職業警官出身的警察首長）

警務處處長（Commissioner of Police）
- 經亨利（Thomas Henry King）（1935年－1940年）
- 俞允時（John Pennefather-Evans，1940年4月－1941年12月25日）

### 日本佔領香港時期
香港憲兵隊隊長（Captain of the Hong Kong Kempeitai）
- 野間憲之助（1941年12月25日－1945年1月18日）

### 英屬香港
警務處處長
- 辛士誠（Charles Henry Sansom）（1945年－1946年）
- 麥景陶（Duncan William MacIntosh，1946年－1954年）
- 麥士維（Arthur Crawford Maxwell，1953年－1959年）
- 伊輔（Henry Wylde Edwards Heath，1959年－1966年）
- 戴磊華（前譯邰華；Edward Tyrer，1966年－1967年）
- 伊達善（Edward Caston Eates，1967年－1969年）
- 薛畿輔（Charles Payne Sutcliffe，1969年－1974年）
- 施禮榮（Brian Francis Patrick Slevin，1974年－1979年）
- 韓義理（Robert Thomas Mitchell Henry，1979年－1985年）
- 顏理國（Raymond Harry Anning，1985年4月15日－1989年12月2日）
- 李君夏（Li Kwan-ha，1989年12月2日－1994年7月3日，首位華人處長）
- 許淇安（Eddie Hui Ki-on，1994年7月3日－1997年6月30日）

### 香港特別行政區
警務處處長
- 許淇安（Eddie Hui Ki-on，1997年7月1日－2001年1月2日）
- 曾蔭培（Tsang Yam-pui，2001年1月2日－2003年12月10日）
- 李明逵（Dick Lee Ming-kwai，2003年12月10日－2007年1月16日）
- 鄧竟成（Tang King-shing，2007年1月16日－2011年1月11日）
- 曾偉雄（Andy Tsang Wai-hung，2011年1月11日－2015年5月4日）
- 盧偉聰（Stephen Lo Wai-chung，2015年5月4日－2019年11月19日）
- 鄧炳強（Chris Tang Ping-keung，2019年11月19日－2021年6月25日）
- 蕭澤頤（Raymond Siu Chak-yee，2021年6月25日－2025年4月2日）
- 周一鳴（Joe Chow Yat-ming，2025年4月2日－）

## 俗稱由來
香港警務處長俗稱「一哥」，源於其專車的1號車牌，沒有任何英文字母。於第二次世界大戰前，香港人口比較少，屬於殖民地管治模式，英國派駐香港的行政長官為總督，負責行使英國所制定的政策以及發出行政命令。當時的香港政府的結構非常精簡，為總督對下僅次於輔政司擁有最大權力的第2號人物，即為治安首長（即當時的警務處處長）。管理範圍包括領導警察、出入境事務、海關、消防和監獄管理及囚犯更生等等，並且執行所有一切與香港治安相關的行政及命令。

### 一號車牌
首批香港官員的車輛車牌號碼可以參考到各人的重要性排列位置。在香港，於1907年共有6輛汽車登記。當時，香港車輛註冊號牌由警察司（即現今的警務處處長）負責登記。
1. 皇冠徽章──香港總督；首位在香港使用汽車的總督為梅含理，於1912年起以汽車代步。被委任為香港總督前，梅含理於1893至1901年間出任警察司，兼任消防隊監督（即現今的消防處處長）。香港回歸後，行政長官專車的車牌改為香港特區區徽。
2. 1號車牌──治安首長（架構改革後，正名為警務處處長，及後再設回保安司（即現今的保安局局長），以管理所有香港紀律部隊，惟1號車牌續由警務處處長擁有。）
3. 2號車牌──財政司（即現今的財政司司長），財政司改用FS車牌後，2號車牌被王明雄於1993年2月27日以950萬港元投得。
4. 3號車牌──周錫年爵士，華人代表，於1983年9月地產商人鄭公時以103萬港元投得，他認為“3”有“三三不盡”之意。
5. 4號車牌──醫務衛生署署長（即現今的衛生署署長），後來被趙世曾于1978年以147,000港元投得。
6. 5號車牌──由一位梁姓女士代表一位不願透露姓名的商人於1993年以250萬港元投得，後來為劉鑾雄所有。
7. 6號車牌──為邵逸夫（六叔）擁有，于1978年以330,000港元投得。
8. 7號車牌──原為香港輔助警察隊總監曹峻安擁有，他去世後，運輸署將車牌號碼收回拍賣，香植球於1989年1月以480萬港元投得。
9. 8號車牌──羅定邦於1988年2月以500萬港元投得。
10. 9號車牌──原為鄧肇堅擁有，後來被杨受成於1994年3月19日以1,300万港元投得，該价格是當時历来香港最高的投標纪录，亦一度為全球最昂贵。
11. 10號車牌──工務司（即現今的發展局局長），後來為容永道擁有[2]。

除1號車牌外，各司署的無字頭車牌均已經售予私人擁有，就應否出售1號車牌的問題，曾經一度引起公眾議論，時任警務處處長李君夏表示，出售1號車牌有違警隊傳統，並且打擊警隊士氣，他強烈抗拒出售之。後期的警務處處長李明逵亦表示，1號車牌不是給警務處處長，是香港市民認為維持治安的警隊最為重要，是給警隊的。他認為如果警隊表現不好，有20個1號車牌亦沒有用處。故此他贊成保留，認為可以作為對警察的一種鞭策。

## 官邸
香港警務處處長會獲編配官邸，官邸位於香港島馬己仙峽道50號。

## 以警務處處長為題材的作品

### 電影
- 《寒戰》（2012年）
- 《寒戰II》（2016年）

### 電視劇
《爭分奪秒》（2004年）
《鐵探》（2019年）

## 外部連結
- 警隊首長（1841-1945）（页面存档备份，存于）
- 二次大戰後的警隊首長（页面存档备份，存于）
- 香港警察的官方臉書專頁 - HongKongPoliceForce（页面存档备份，存于）